# Зуево (Кочёвский район)
Зуево — деревня в Кочёвском районе Пермского края. Входит в состав Большекочинского сельского поселения. Располагается северо-восточнее районного центра, села Кочёво. Расстояние до районного центра составляет 20 км. По данным Всероссийской переписи населения 2010 года, в деревне проживало 36 человек (15 мужчин и 21 женщина).

## История
По данным на 1 июля 1963 года, в деревне проживало 185 человек. Населённый пункт входил в состав Большекочинского сельсовета.